# 母なれば女なれば
『母なれば女なれば』（ははなればおんななれば）は、キヌタプロダクションが1952年に製作し、東映が配給した日本映画である。

## 概要
1950年の第4次東宝争議の解決金（前払金）として日本映画演劇労働組合東宝支部に支払われた600万円のうち、200万円を資本金にして設立されたとされる「キヌタプロダクション」の第1回作品。
徳永直の書き下ろしの原作を娯楽作品の脚本家棚田吾郎が脚色、ドキュメンタリー作品で実績のある亀井文夫がメガホンをとった。
戦争未亡人の役を1950年5月26日に日本映画演劇労働組合への加入を発表した大女優 山田五十鈴が演じた。

## あらすじ
戦争未亡人の春枝は、ふたりの幼児を抱えながら、ミシンで縫製の仕事をしている。空襲で見失った長男を毎日探し歩く。ある日、長男との突然の再会によって、にぎやかな暮らしが戻るが、春枝は、新しい恋とこれまでの家族との暮らしの間で揺れ動く。

## 出演者
- 安川春枝：山田五十鈴
- 高瀬健次：神田隆
- 高瀬幸子：岸旗江
- 長島：三島雅夫
- ひで：北林谷栄
- 校長：加藤嘉
- 久保寺：沼崎勲
- 清水元
- 島田屯
- 花沢徳衛
- 天草四郎
- 戸田春子
- 田所千鶴子
- 河崎保